# UFC Fight Night: dos Anjos vs. Alvarez
UFC Fight Night: dos Anjos vs. Alvarez (también conocido como UFC Fight Night 90) fue un evento de artes marciales mixtas celebrado por Ultimate Fighting Championship el 7 de julio de 2016 en el MGM Grand Garden Arena, en Las Vegas, Nevada, USA.

## Historia
El combate estelar de la noche consistió en una pelea por el campeonato de peso ligero de UFC entre el campeón Rafael dos Anjos y Eddie Alvarez.
Derrick Lewis y Roy Nelson, de la división de peso completo, se enfrentaron en la pelea coestelar.